# Burzum
Burzum (/ˈbɜːrzəm/) là một dự án âm nhạc của nhạc sĩ người Na Uy Varg Vikernes. Vikernes bắt đầu làm nhạc năm 1988, nhưng tới tận năm 1991, anh mới thu âm bản demo đầu tiên dưới danh nghĩa Burzum. Từ "burzum" có nghĩa là "bóng tối" trong Black Speech, một ngôn ngữ hư cấu được sáng tạo bởi J. R. R. Tolkien, tác giả Chúa Nhẫn. Dự án này trở thành một phần quan trọng của giới black metal Na Uy và có ảnh hưởng lớn trong thể loại black metal.
Vikernes thu bốn album đầu tiên của Burzum từ tháng 1 năm 1992 tới tháng 3 năm 1993. Tuy nhiên, thời gian phát hành được kéo dài ra. Tháng 5, 1994, Vikernes chịu mức án 21 năm từ giam vì tội giết hại tay guitar Øystein 'Euronymous' Aarseth của Mayhem và đốt ba nhà thờ.
Trong tù, Vikernes thu âm hai album dark ambient với chỉ bộ tổng hợp, do không được cho phép dùng guitar, bass và trống. Từ khi được thả tự do năm 2009, Vinkernes tiếp tục làm thêm ba album black metal và một số album ambient khác.
Dù Vikernes được biết đến với quan điểm chính trị gây tranh cãi, anh không dùng Burzum để phổ biến những quan điểm này. Burzum chưa bao giờ biểu diễn trực tiếp và Vinkernes cũng không có ý định làm điều đó.

## Đĩa nhạc
Album phòng thu
| Tên                     | Thu âm               | Phát hành      | Ghi chú               |
| ----------------------- | -------------------- | -------------- | --------------------- |
| Burzum                  | Tháng 1, 1992        | Tháng 3, 1992  |                       |
| Det som engang var      | Tháng 4, 1992        | Tháng 8, 1993  |                       |
| Hvis lyset tar oss      | Tháng 9, 1992        | Tháng 4, 1994  |                       |
| Filosofem               | Tháng 3, 1993        | Tháng 1, 1996  |                       |
| Dauði Baldrs            | 1994–1995 (trong tù) | Tháng 10, 1997 | Album dark ambient    |
| Hliðskjálf              | 1998 (trong tù)      | Tháng 4, 1999  | Album neofolk/ambient |
| Belus                   | 2009–2010            | Tháng 3, 2010  |                       |
| Fallen                  | 2010                 | Tháng 3, 2011  |                       |
| Umskiptar               | Tháng 9, 2011        | Tháng 5, 2012  |                       |
| Sôl austan, Mâni vestan | 2012                 | Tháng 5, 2013  | Album dark ambient    |
| The Ways of Yore        | 2013–2014            | Tháng 6, 2014  | Album dark ambient    |

EP
- Aske (1993)

Đĩa đơn
- Mythic Dawn (2015)
- Forgotten Realms (2015)
- Thulean Mysteries (2015)

Demo/promo
- Reh/Demo '91 (1991)
- Burzum Promo (1992)

Video âm nhạc
- Dunkelheit (1996)

Album tổng hợp
- Burzum / Aske (1995)
- 1992–1997 (1998)
- Anthology (2002) (bootleg)
- Draugen – Rarities (2005) (bootleg)
- Anthology (2008)
- From the Depths of Darkness (2011)

Tributes
- Visions: A Tribute to Burzum (2002)
- A Man, a Band, a Symbol (2003)
- Wotan mit uns! (2003)
- The Tribute (2005)
- Burzum Tribute Attakk (2005)
- Triumph und Wille (2006)
- Lost Freedom (2007)
- A Hungarian Tribute to Burzum: Life Has New Meaning (2008)
- Tribute to Burzum: When the Night Falls – Bethlehem Struluckt (2009)
- A Tribute to Varg Vikernes: Born to Be White (2010)
- Forsvunnet Filosofem: A Tribute to Burzum (2012)

## Thành viên
- Varg Vikernes – giọng, lời, guitar rhythm và lead, guitar bass, trống, bộ tổng hợp (1991–nay)

Khác
- Samoth (Tomas Haugen) – guitar bass trong EP Aske (1992)
- Euronymous (Øystein Aarseth) – guitar solo trong "War", gong trong "Dungeons of Darkness" (album Burzum)